# Железная дорога Баку — Тбилиси — Карс

Железная дорога Баку — Тбилиси — Карс

Железная дорога Баку — Тбилиси — Карс (БТК) — транспортный коридор, соединяющий железнодорожные сети Азербайджана, Грузии и Турции.
Железная дорога открыта 30 октября 2017 года на церемонии, организованной в порте Алят после первого испытательного проезда. Общая протяженность железной дороги составляет 829 километров.
С момента открытия и по состоянию на 2025 год пассажирские перевозки так и не были начаты.

## История

### Переговоры о создании маршрута
В 1993 году Турция приостановила функционирование железной дороги Карс — Гюмри — Тбилиси с целью закрыть границу с Арменией в связи с оккупацией армянскими вооружёнными формированиями азербайджанских районов. В июле 1993 года для предоставления альтернативы закрытой железной дороге впервые начались обсуждения проекта Баку — Тбилиси — Карс.
Соглашение между тремя странами о создании данного маршрута подписано в январе 2005 года. Европейский союз и США отказались оказать финансовую помощь в продвижении линии, мотивируя отказ тем, что маршрут предназначен для обхода Армении.
Осуществление проекта началось 7 февраля 2007 года c подписанием межправительственного соглашения. В рамках соглашения было запланировано строительство железнодорожной линии от станции Ахалкалаки (Грузия) до железнодорожной станции в городе Карс протяжённостью 105 км, из которых 76 км должны пройти по турецкой территории, 29 км — по грузинской территории. Также, была необходима реконструкция дороги на участке Ахалкалаки — Тбилиси.

### Строительство
Строительство дороги началось в ноябре 2008 года. Изначально завершение проекта планировалось на 2010 год. Однако, дата открытия переносилась несколько раз — на 2013 год, затем на 2015 год и 2016 год. Лютфи Эльван, министр транспорта Турции, в ноябре 2014 года заявил о завершении проекта на 83 %. В феврале 2016 года, после пятой встречи трёх стран-участниц в лице министров иностранных дел, была объявлена окончательная дата завершения работы — 2017 год.

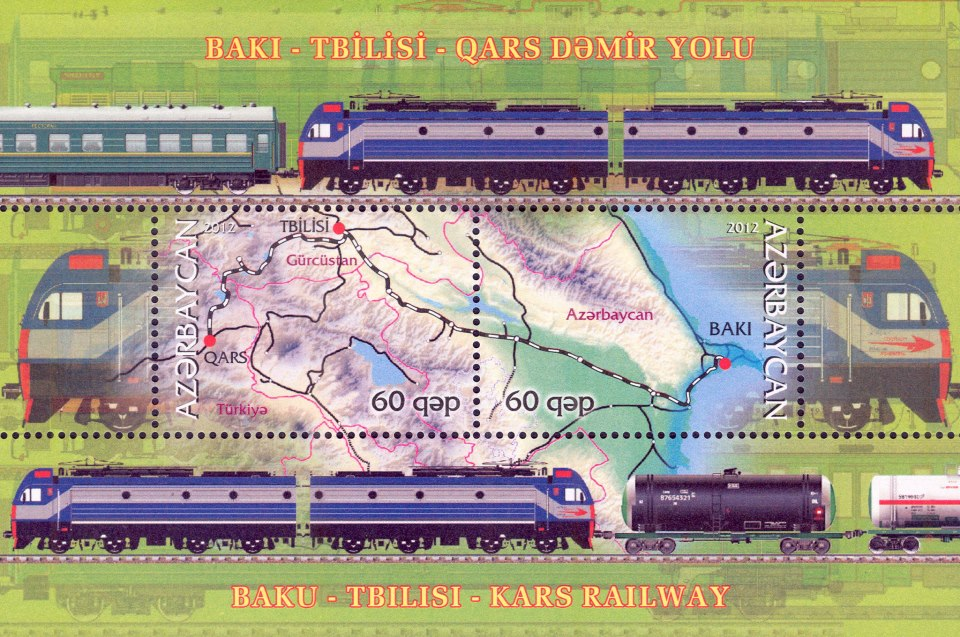
На почтовом блоке Азербайджана

Первоначально стоимость проекта составляла 422 млн долларов, из которых 202 млн долларов должны были быть направлены на строительство грузинского участка, 220 млн долларов — турецкого. Позднее стоимость проекта была пересмотрена в сторону увеличения. На конец 2008 года общая стоимость проекта, по различным оценкам, превысила 600 млн долл. США. Расходы взяли на себя поровну Азербайджан, путём предоставления кредита Грузии, и Турция. Азербайджан по минимальной процентной ставке выделил кредит Грузии на строительство участка от Ахалкалаки к границе с Турцией. За свой же счёт Азербайджан провёл реконструкцию участка Марнеули — Ахалкалаки.
Ведётся строительство участка Марабда — Карцахи на территории Грузии до границы с Турцией.
На начальной стадии по дороге планировалось перевозить до 10 млн т груза с увеличением грузопотока до 25 млн т.

### Технические параметры проекта
| Строительство линии Карс — Ахалкалаки (105 км)           |                    |                          |
|                                                          | Турецкая сторона   | Грузинская сторона       |
| Протяженность линии                                      | 76 (75,9) км       | 29 (28,9) км             |
| Количество линий                                         | одна               | одна                     |
| Число путей                                              | один               | один                     |
| Вид тяги (вид напряжения, которое принимают электровозы) | Автономная тяга    | Постоянный ток           |
| Максимальная скорость в проекте                          | 120 км/ч           | 120 км/ч                 |
| Ширина железнодорожной колеи                             | 1435 мм            | 1435 мм                  |
| Станция смены колёсных пар 1435мм / 1520 мм              | —                  | Ахалкалаки-Грузовая      |
| Типы шпал                                                | железобетон        | железобетон              |
| Магистральная линия связи                                | Оптико- волоконная | Оптико- волоконная       |
| Протяженность тоннеля                                    | 2250 м             | 2070 м                   |
| Количество мостов                                        | 12                 | 4 железнодорожных        |
| Количество станций                                       | 3                  | 2 (Ахалкалаки и Карцахи) |
| Реконструкция линии Ахалкалаки — Марабда (160 км)        |                    |                          |
| Стоимость реконструкции                                  | —                  | 99 млн долл. США         |
| Ширина колеи                                             | —                  | 1520 мм                  |

### Пуск

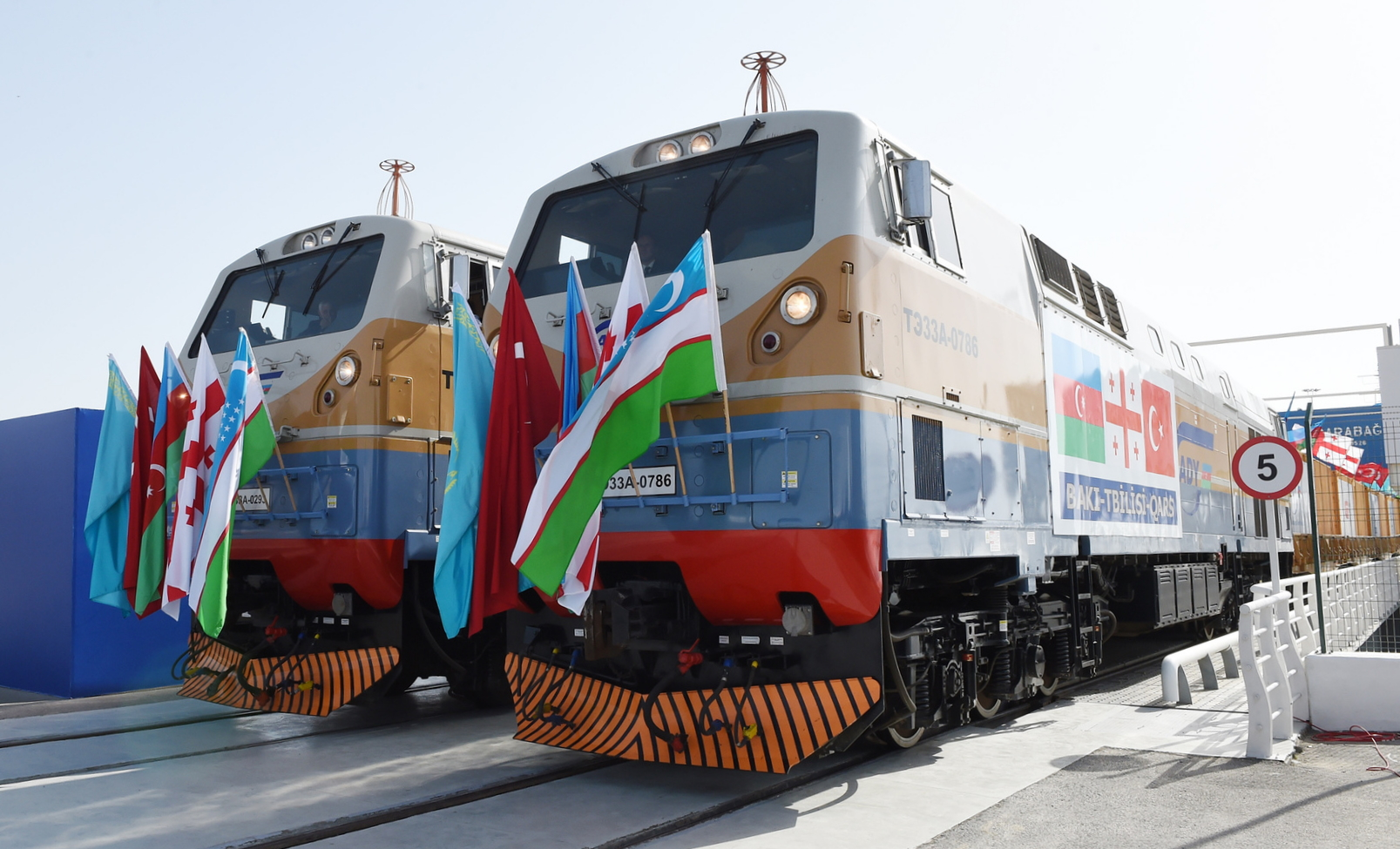
Тепловозы ТЭ33А на церемонии открытия. 2017 год

30 октября 2017 года состоялась официальная церемония открытия железнодорожного сообщения Баку — Тбилиси — Карс. В церемонии приняли участие президенты Азербайджана и Турции Ильхам Алиев и Реджеп Тайип Эрдоган, главы правительств Казахстана, Грузии и Узбекистана — Бакытжан Сагинтаев, Георгий Квирикашвили и Абдулла Арипов, а также другие официальные лица.
На церемонии открытия железной дороги Ильхам Алиев в своем выступлении сказал:
«Железная дорога Баку-Тбилиси-Карс имеет большое значение для развития бизнеса и взаимовыгодного сотрудничества. Уверен, что страны, вносящие наибольший вклад в региональное сотрудничество — Азербайджан, Грузия и Турция, всегда будут вместе и поддерживать друг друга. Такие гигантские проекты, как железная дорога Баку-Тбилиси-Карс, еще больше укрепляют наше единство и дружбу».
Европейский союз назвал открытие БТК главным элементом транспортных артерий, соединяющих Европейский Союз с Турцией, Азербайджаном, Грузией и Центральной Азией. В официальном отчете указано, что эта железная дорога гарантирует лучшую сеть, создаст новые бизнес-условия и увеличит качество торговли среди сторон.

### Модернизация
C начала 2023 года осуществлялась модернизация дороги и увеличение её пропускной способности . 20 мая 2024 года модернизация была завершена. Пропускная способность дороги была увеличена до 5 млн тонн, и деятельность дороги была возобновлена.

## Технические параметры
Общая протяженность БТК составляет 826 километров. Из них 504 километров проходит по территории Азербайджана, 246 километров — по территории Грузии, 79 километров — по территории Турции. Пропускная способность — 1 миллион пассажиров и 5 млн тонн грузов. В будущем она может быть увеличена до трех миллионов пассажиров и 20 миллионов тонн грузов.
Железная дорога со стороны Грузии до границы с Турцией полностью электрифицирована.
Баку — Тбилиси — Карс позволяет доставлять грузы из Азии в Европу одной перевалочной операцией (в порту Баку).

## Работа дороги
В июне 2014 года Азербайджанские железные дороги подписали контракт со швейцарской фирмой «Stadler Rail» на 120 млн швейцарских франков (115 млн евро) на поставку трех поездов (каждый из которых сможет вместить в общей сложности 257 пассажиров) по 10 вагонов, с регулируемой шириной колеи, с возможностью поставки ещё семи. «Stadler» поставил первый из трех пассажирских поездов с десятью вагонами на Азербайджанские железные дороги в марте 2019 года. Поезда произведены на заводе «Stadler» в Беларуси. Два оставшихся поезда должны были быть поставлены в начале 2020 года.
Между Турцией и Казахстаном курсирует три грузовых поезда в неделю. Раз в неделю курсируют контейнерные поезда между Китаем и Турцией. К ноябрю 2019 года по этой линии перевезено 275 000 тонн грузов, то есть порядка 150 тыс. тонн в год.
Первый маршрутный поезд из Китая в Грузию отправился из Сианя 10 сентября 2020 года и прибыл в Тбилиси 4 октября. Поезд доставил в столицу Грузии 41 контейнер с грузом.
По состоянию на октябрь 2021 года по железной дороге за весь период перевезено 1,3 млн тонн грузов.
Международные пассажирские перевозки по железнодорожной магистрали Баку — Тбилиси — Карс были анонсированы на 2020 год. При открытии пассажирского сообщения поезда должны быть обеспечены спальными вагонами. По состоянию на 2023 год линия не обслуживала пассажиров.

## Планы развития
Проект является частью более широкого плана соединения железных дорог Южного Кавказа с Европой через Турцию. По программе развития железных дорог Турции построен подводный железнодорожный тоннель Мармарай под проливом Босфор в Стамбуле, что обеспечивает прямую связь с общеевропейской сетью железных дорог. В контексте проекта планируется строительство железной дороги из Карса в Нахичеванскую АР. В перспективе, с выполнением проектов скоростного сообщения, проект Баку — Тбилиси — Ахалкалаки — Карс станет частью железнодорожного скоростного коридора Европа — Кавказ — Азия.
В 2013 году объявлено о планах прокладки 224-километрового железнодорожного ответвления Карс — Дилуджу, которое соединит конечный участок дороги Баку—Тбилиси—Карс с Нахичеванской железной дорогой (Азербайджан) через турецкую провинцию Ыгдыр. Предусматривается строительство скоростной дороги для движения товарных поездов, позволяющее в перспективе перевозку иранских грузов в Турцию (наряду с вновь открытым в июле 2019 года участком Ван—Тебриз) и к черноморским портам Грузии (минуя Армению) через станцию Джульфа (Азербайджан), имеющую прямое железнодорожное сообщение с иранским Тебризом. Ожидается участие в проекте Азербайджана и Ирана. В июне 2018 года начаты подготовительные работы. В январе 2019 года был объявлен тендер на проектирование дороги. Правительство Турции выделило 6,96 млрд турецких лир (1,155 млрд долларов США) на финансирование проекта, который включает в себя строительство четырёх станций. Дорогу планировалось сдать в эксплуатацию к 2024 году. Ожидается, что поезда смогут развивать скорость до 160 км/ч.
6 мая 2019 года ОАО «РЖД» подписало меморандумы о развитии сотрудничества с ЗАО «Азербайджанские железные дороги» и Турецкими государственными железными дорогами (TCDD). Документы предполагают возможность строительства в Турции железнодорожной магистрали стандарта 1520 мм, а также привлечения дополнительных грузов для перевозок контейнерными поездами по западному маршруту коридора «Север – Юг». Стороны намерены способствовать росту грузовых перевозок по маршрутам Иран – Азербайджан – Россия – Европа в рамках маршрута Россия — Азербайджан — Турция с использованием инфраструктуры магистрали БТК.
С введением в эксплуатацию железной дороги ожидается увеличение торгового оборота между Азербайджаном, Грузией и Турцией до 10 миллиардов долларов в год.
Про пассажирские перевозки на момент 2025 года ничего не известно.

## Дорога в филателии
- Почтовый блок Азербайджан — 2012 год[46]